# Asthena melanosticta
Asthena melanosticta är en fjärilsart som beskrevs av Eugen Wehrli 1924. Asthena melanosticta ingår i släktet Asthena och familjen mätare. Inga underarter finns listade i Catalogue of Life.